# Sif Ruud
Sif Einarsdotter Ruud Fallde (ur. 6 maja 1916 w Sztokholmie, zm. 15 sierpnia 2011 tamże) – szwedzka aktorka filmowa. Wystąpiła w około 140 produkcjach. Na rozdaniu Złotych Żuków w 1979 roku wygrała nagrodę za pierwszoplanową rolę kobiecą w filmie En vandring i solen.

## Filmografia
- Deszcz pada na naszą miłość (Det regnar på vår kärlek, 1946)
- Miasto portowe (Hamnstad, 1948)
- Pragnienie (Törst, 1949)
- Tylko matka (Bara en mor, 1949)
- Ku szczęściu (Till glädje, 1950)
- Rozwódka (Frånskild, 1951)
- Barabasz (Barabbas, 1953)
- Tam, gdzie rosną poziomki (Smultronstället, 1957)
- Fröken April (1958)
- Twarz (Ansiktet, 1958)
- Sommar och syndare (1960)
- Forelsket i København (1960)
- Jul i Mumindalen (1973)
- Garść miłości (En handfull kärlek, 1974)
- Twarzą w twarz (Ansikte mot ansikte, 1976)
- Paradistorg (1977)
- En vandring i solen (1978)
- Dobre chęci (Den goda viljan, 1992)